# Charles Levens
Charles Levens   (Marsella, 24 de setembre de 1689 - Bordeus, 11 de març de 1764) fou un compositor francès del Barroc.
Fou mestre de música de la metropolitana de Bordeus i va escriure un curiós Abrégé-des regles de l'Harmonie, pour apprendre la composition, avec un nouveau projet sur un systéme de musique sans temperament ni corde mobiles (Bordeus, 1743).